# Iridektomi
Iridektomi (från grekiskans iris, regnbåge och ektome, utskärning) är en kirurgisk operation som innebär att ett stycke av iris tas bort. Detta utförs exempelvis när man ska sätta in en konstgjord pupill, eller för att sänka trycket inne i ögongloben. Ingreppet var tidigare[när?] vanligt vid exempelvis glaukom (grön starr) eller melanom. Idag[när?] används ofta Nd:YAG-laser vid operationer av iris.